# Le Cailar
 Le Cailar  es una población y comuna francesa, en la región de Languedoc-Rosellón, departamento de Gard, en el distrito de Nimes y cantón de Rhôny-Vidourle.

## Demografía
| 1109 | 1158 | 1222 | 1412 | 1929 | 2311 |
| Para los censos de 1962 a 1999 la población legal corresponde a la población sin duplicidades (Fuente: INSEE [Consultar]) |      |      |      |      |      |